# 広島晃甫
広島 晃甫（ひろしま こうほ、本名：広島新太郎、1889年（明治22年）11月23日 - 1951年（昭和26年）12月16日）は、徳島県徳島市出身の日本画家。香川県立工芸学校（現香川県立高松工芸高等学校）、東京美術学校日本画科（現東京藝術大学）卒業。

## 生涯
徳島県徳島市に生まれる。1907年（明治40年）に香川県立工芸学校を卒業。1909年（明治42年）に白馬会洋画研究所に入り、後に画家の萬鉄五郎らとアブサント会を興す。1912年（明治45年）に東京美術学校日本画科を卒業。その後、長谷川潔、永瀬義郎と共に日本版画倶楽部を結成。
第1回帝展、第2回帝展で特選になり名が知られるようになる。帝展審査員、新文展審査員などを歴任した。

## 主な作品
国立美術館
- 「泊船」（1916年）
- 「青衣の女」（1921年）
- 「国光瑞色」（1942年）

徳島県立近代美術館
- 「赤装女」（1941年）

作品のすべては、著作権の保護期間が死後50年だった時代に満了を迎え、パブリックドメインとなっている。

## 登場する作品
- 「9で割れ！！―昭和銀行田園支店」（矢口高雄）

矢口が銀行員だった青春時代を回想する自伝作品。秋田県内での矢口が下宿していた家に作品があり、さらにその家の「本家」には戦時中晃甫が滞在、物資不足の中で近くの梅の木の絵を襖絵「紅梅白梅之図」として残した…というエピソードが漫画として描かれている。襖絵は習作で、完成品は国立美術館蔵である、とも記述されている。